# Equirria
De Equirria zijn twee feestdagen ter ere van Mars waarop paardenwedrennen of wagenrennen op het Marsveld buiten het pomerium van Rome. Mogelijk waren deze rennen oorspronkelijk bedoeld als oefening voor het komende oorlogsseizoen. Ook werd er een bok naar buiten gedreven, die gedacht werd al het kwade met zich mee te nemen (cf. zondebok).
De eerste Equirria vielen op 27 februari (II Kal. Mart.) en de tweede Equirria op 14 maart. Er zijn verschillende interpretaties gegeven aan de rennen.

## Interpretaties
Latte is van mening dat het hier gaat om een lustratio van de paarden. Dit is best mogelijk aangezien in de loop van de paarden makkelijk de kenmerkende rituele kringen van een lustratio te herkennen zijn en de lustrationes met Mars verbonden waren.

De godsdienstfenomenoloog Balkestein meent echter rituele wedrennen met een funerair karakter te herkennen (cf. Homerus, Ilias.).

Het blijft voorlopig onzeker te zeggen wie van hen gelijk heeft.